# Lista Verde
Lista Verde fue el nombre que adoptó una coalición electoral formada en España para presentarse a las elecciones al Parlamento Europeo de 1989. Sus integrantes eran Los Verdes (representante en España de la Alianza Verde Europea) y tres pequeños partidos ecologistas de ámbito regional que formaban parte de una confederación de partidos verdes regionales que no habían querido integrarse en Los Verdes: Los Verdes Alternativos de Madrid, Partido Ecologista de Euskadi y Alternativa Ecoloxista de Galicia. Estos tres partidos, junto con Alternativa Verda (MEC), de Cataluña, formaban dicha confederación, la cual firmó un acuerdo con Los Verdes para concurrir a las elecciones al Parlamento Europeo del que Alternativa Verda se descolgó finalmente (acusando a la Lista Verde de "mentalidad estatalista"). La coalición recibió el apoyo de algunos ecologistas históricos como Artemio Precioso (de Greenpeace) o Humberto da Cruz (Amigos de la Tierra).
La composición de la lista fue acordada en una reunión celebrada el 9 de abril de dicho año en Salamanca. El número uno fue la abogada gaditana Purificación González, miembro de Los Verdes y fundadora de la Asociación Gaditana de Defensa de la Naturaleza (AGADEN). La seguían el profesor Jorge Vivero, de Alternativa Ecoloxista de Galiza, el objetor de conciencia leonés José Manuel Fierro, encarcelado por insumisión en la prisión militar de Alcalá de Henares, y Rafael Guardo, por Los Verdes Alternativos de Madrid.
Lista Verde tuvo que competir con otras tres listas que reclamaban la etiqueta verde o ecologista: Los Verdes Ecologistas, Vértice para la Reivindicación del Desarrollo Ecológico (V.E.R.D.E), un partido desconectado del movimiento ecologista cuya lista la integraban en mayor parte practicantes de la "medicina natural" y Alternativa Verda (MEC), que no había querido unirse a Lista Verde.
La candidatura obtuvo 164.524 votos en toda España (1,04%), siendo la decimotercera fuerza política, sin obtener representación (fue la segunda lista más votada que se quedó sin representación). Lista Verde obtuvo sus mejores resultados en Baleares (2.764 votos, 1,16% en la comunidad autónoma), Madrid (39.025 votos, 1,84%, donde fue la séptima lista) y Navarra (2.741 votos, 1,2%). Lista Verde había sido la lista ecologista más votada en toda España salvo en Baleares, Canarias, Castilla-La Mancha, Comunidad Valenciana y País Vasco, donde fue sobrepasada por Los Verdes Ecologistas, y Cataluña, donde fue sobrepasada tanto por LVE como por Alternativa Verda.